# Bảo tàng Quốc gia Slovakia ở Martin

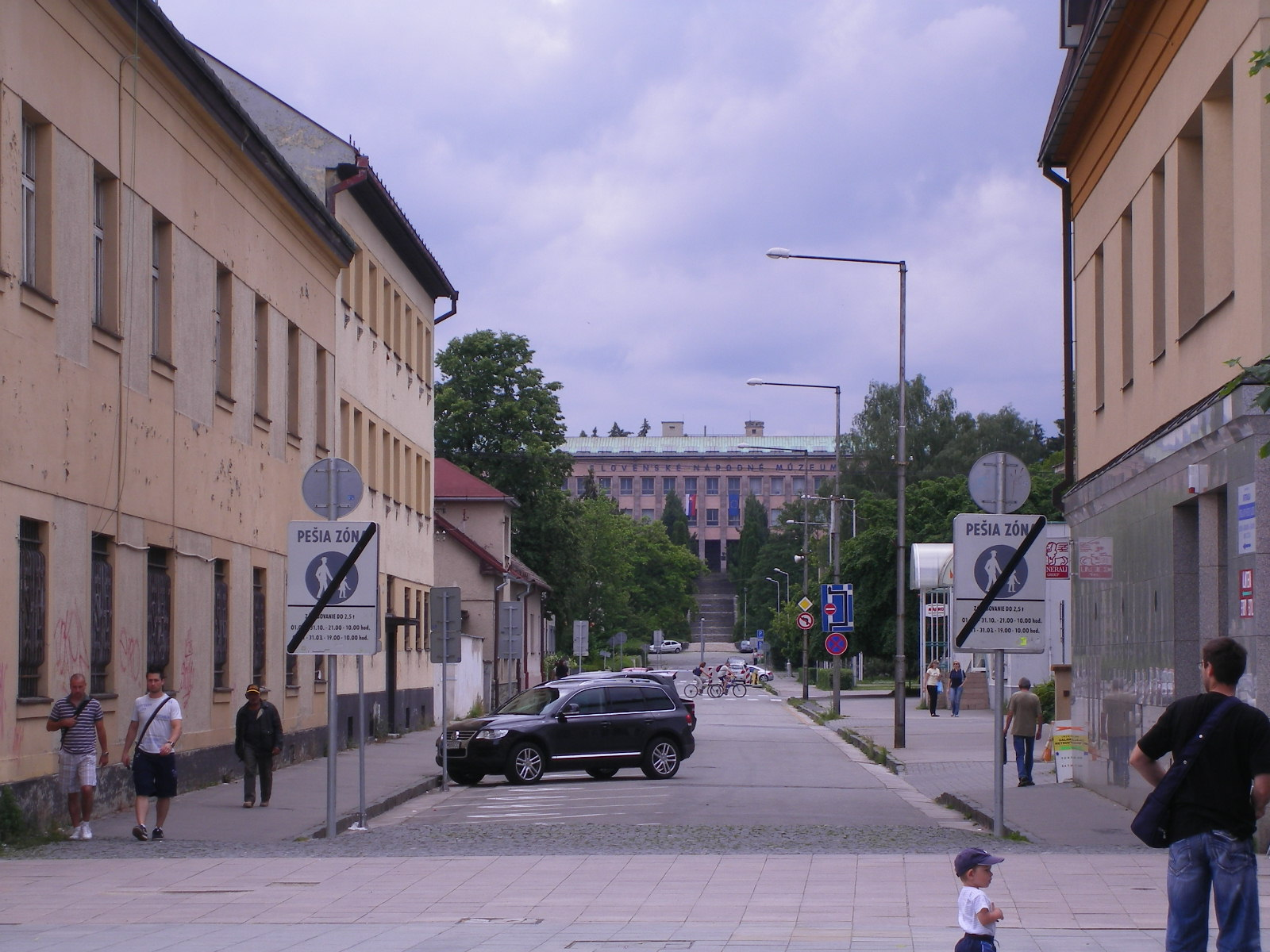
Bảo tàng Quốc gia Slovakia nhìn từ phía Martin

Bảo tàng Quốc gia Slovakia ở Martin là một chi nhánh theo định hướng dân tộc học của Bảo tàng Quốc gia Slovakia, nằm ở Martin, Slovakia. Bảo tàng định hướng trưng bày các hiện vật liên quan đến dân tộc học. Từ năm 1961, nó còn được gọi tên là Bảo tàng Dân tộc học ở Martin.

## Lịch sử
Bảo tàng Quốc gia Slovakia ở Martin là chi nhánh lớn nhất, lâu đời nhất trong số các chi nhánh của Bảo tàng Quốc gia Slovakia. Bảo tàng được xây dựng vào cuối thế kỷ 19 và cũng là thành viên thành lập Hiệp hội Bảo tàng học Slovak vào năm (1893).
Kể từ khi thành lập, bảo tàng đã thu thập được các bộ sưu tập các hiện vật mang tính địa lý và lịch sử quốc gia (dân tộc học, khảo cổ học, lịch sử, thuyết số học, lịch sử nghệ thuật, nghệ thuật và điêu khắc, lưu trữ và thư viện). Các hiện vật được thu thập từ khắp lãnh thổ Slovakia và cả từ nước ngoài. Năm 1961, bảo tàng được sáp nhập với Bảo tàng Slovak ở Bratislava.

## Tình trạng hiện tại
Bảo tàng hiện hoạt động như một bảo tàng chuyên ngành quốc gia. Bảo tàng hướng tới các tư liệu lịch sử- địa chất về sự phát triển văn hóa dân gian ở Slovakia, bao gồm các nhóm dân tộc, người Slovakia sống ở nước ngoài, cũng như các hiện vật dân tộc học có niên đại từ xa xưa nhất cho đến tận ngày nay nay. Bảo tàng cũng tạo cơ sở cho việc phát triển các bảo tàng khác như Bảo tàng Martin Benka, Bảo tàng Karol Plicka, Bảo tàng Làng Slovak, Thư viện Chuyên nghiệp và Cơ quan Lưu trữ Chỉ định Đặc biệt, Cửa hàng Khảo cổ học và Lịch sử Văn hóa.